# Agència de Salut Pública del Carib
L'Agència de Salut Pública del Carib (en anglès: Caribbean Public Health Agency o CARPHA) és una agència regional de salut pública amb seu a Trinitat i Tobago que va ser creada pels líders de la Comunitat del Carib (CariCom) el juliol de 2011 i va començar a funcionar el 2013.